# Gadessa
Gadessa is een geslacht van vlinders van de familie van de grasmotten (Crambidae), uit de onderfamilie van de Spilomelinae. De wetenschappelijke naam van dit geslacht is voor het eerst voorgesteld door Frederic Moore in een publicatie uit 1885.

## Soorten
- G. albifrons Moore, 1886
- G. attemptalis (Snellen, 1890)
- G. lentalis (C. Felder, R. Felder & Rogenhofer, 1875)
- G. nilusalis (Walker, 1859)
- G. ossea Butler, 1889
- G. revidata (Fabricius, 1787)
- G. subalbalis Warren, 1896